# Obchodní zvyklosti
Obchodní zvyklosti jsou podpůrným interpretačním východiskem při posuzování právního jednání mezi podnikateli. Jsou za ně pokládána smluvními stranami fakticky dodržovaná pravidla, která se nějakým způsobem vyvíjela, ustálila a jsou obecně akceptována, aniž by bylo požadováno jejich zakotvení v právním předpisu. Vždy se posuzují vzhledem k určitému území, odvětví a také vzhledem ke konkrétnímu případu; jsou věcí dokazování a posuzování. Významněji se uplatňují v mezinárodním obchodě, v českém právu jejich postavení dříve upravovala ustanovení § 1 odst. 2 a § 264 obchodního zákoníku, po roce 2014 se na ně výslovně odvolává ustanovení § 558 odst. 2 občanského zákoníku.
Nejsou pramenem práva, ale ustálenou obchodní praxí a přiklonit se k nim při výkladu určitého jednání podnikatelů lze pouze podpůrně, tzn. použijí se jen tehdy, pokud určitou otázku neřeší zákon. Přednost před psaným právem mohou přesto získat na základě výslovného ujednání ve smlouvě, ale jen tehdy, pokud nejsou v rozporu s kogentními ustanoveními zákona. Má-li být v konkrétním případě obchodní zvyklost pokládána za závaznou, aniž by na ni smlouva výslovně odkazovala, vyžaduje se její zachovávání obecně, anebo v daném obchodním odvětví, a prokázání, že ji druhá strana musela znát a neodmítla ji.